# Lengyel József (orvos)
Lengyel József (Marosvásárhely, 1821. január 19. – Székelykeresztúr, 1895. augusztus 29.) orvosdoktor, megyebizottsági tag.

## Életútja
Marosvásárhelyt végezte a gimnáziumot, a medico-chirurgiai kurzust pedig Kolozsvárt hallgatta és 1842-ben nyert sebész-doktori oklevelet; a kolozsvári katonai kórházban gyakornokoskodott. Az akkori Udvarhelyszék markalis gyűlése 1842. november megválasztotta a keresztúri fiókszék orvosává. A szabadságharc alatt mint orvos kitűnő szolgálatot teljesített. A Keresztúron 1849. februárban megtartott sorozáskor sorozó orvos volt és egy hónap alatt majdnem kétezer újoncot vett föl a magyar hadseregbe; ez az újonccsapat foglalta el március 15-én rohammal Nagyszebent. A szomorú segesvári csatában önkéntes orvosi szolgálatokat végzett, és mint szemtanúja az ütközetnek sok érdekes adatot nyújtott Petőfi Sándor eltűnésének kiderítéséhez. 1892. decemberben ötvenéves orvosi jubileumát ülte meg.
Figyelemre méltó munkásságot fejtett ki úgy az orvosi szakirodalomban, mint a hírlapirodalom terén. Sok évig állandó munkatársa volt a Magyar Polgárnak, ennek megszüntével a Kolozsvárnak. Zsurnalisztikai működése egy ízben majdnem bajba keverte; ugyanis 1859-ben amikor a «megerősített» Reichsrathban gróf Nádasdy miniszter a magyarországi ősi «alkotmányos» büntetési módokat gúnyosan pellengérezte, Lengyel a Neueste Nachrichten című tekintélyes müncheni lapban cikket írt, amelyben azt mondotta: Az osztrák büntető törvény is megengedi a bot használását, sőt asszonyok és leányok korbácsolását; és ha mindenütt az «összbirodalomban» annyi botot osztanak ki, mint a kereszturi Bezirks-Amtnál, akkor évenként legalább egymillió botot és korbácsot hoz közhasználatba a feldicsért osztrák igazságszolgáltatás. Ezen újságcikkel gróf Barkóczi aztán rápirított Nádasdyra, aki üldözőbe vette a cikk íróját. Lengyelt azonnal kihallgatták, jegyzőkönyvet vettek föl az esetről és ha a vizsgálat alatt közbe nem jön az októberi diploma, Lengyel aligha érzékenyen meg nem keserüli az igaz szót, melyet bátran kimondott.

## Írásai
Cikkei a Vasárnapi Ujságban (1860-61. Adatok Petőfi halálához, III. Székely-Keresztur, aug. 25., XXVII. decz. 10., 1874. 22., 25. sz. Egy szemtanu Petőfi haláláról), a Honban (1867. 168. sz. Sz.-Keresztur, június 24.), a Magyar Polgárban (1879. 187., 201., 206., 208., 222. sz. Válasz 230., 231. sz. 1880. 191. sz. Sz.-Keresztur. Végszava Petőfi eltünéséhez.)